# Steatoda distincta
Steatoda distincta är en spindelart som först beskrevs av John Blackwall 1859.  Steatoda distincta ingår i släktet vaxspindlar, och familjen klotspindlar.
Artens utbredningsområde är Madeira. Inga underarter finns listade i Catalogue of Life.